# جوش بيل (لاعب كرة قاعدة)
جوش بيل (بالإنجليزية: Josh Bell)‏ هو لاعب كرة قاعدة أمريكي، ولد في 14 أغسطس 1992 في إيرفينغ في الولايات المتحدة.

## وصلات خارجية
- جوش بيل (لاعب كرة قاعدة) على موقع دوري كرة القاعدة الرئيسي (الإنجليزية)
- جوش بيل (لاعب كرة قاعدة) على موقعبيزبول رفرنس.كوم (الدوري الرئيسي) (الإنجليزية)
- جوش بيل (لاعب كرة قاعدة) على موقعبيزبول رفرنس.كوم (الدوري الثانوي) (الإنجليزية)
- جوش بيل (لاعب كرة قاعدة) على موقع إي إس بي إن.كوم (أم.أل.بي) (الإنجليزية)
- جوش بيل (لاعب كرة قاعدة) على موقع مشجعي الرسوم البيانية (الإنجليزية)